# Gole del Drago
Le gole del Drago costituiscono un canyon naturale nel territorio di Corleone, comune italiano della città metropolitana di Palermo in Sicilia.
Sono formate dal fiume di Frattina, affluente del Belice Sinistro. Il canyon, una gola stretta, è stato scavato dal fiume che ha attraversato un tratto di terreno di roccia calcarea a forte pendenza. Il fiume ha formato, nel suo percorso, il canyon, cascate e alcuni laghetti.